# Наказові знаки

та

Наказові знаки — дорожні знаки відповідно до розділу D Віденської конвенції про дорожні знаки і сигнали.
Форма — кругла, фон — синій, малюнки — білі. Наказують учасникам дорожнього руху певні дії, наприклад напрямок поворотів.

## Приклади
| Тип A     |
| Тип Б     |
| Канада    |
| Аргентина |